# Zepar
Zepar, prema demonologiji, šesnaesti duh Goecije koji ima zapovjedništvo nad dvadeset i šest legija. Ima titulu vojvode. Uzima oblik oklopljenog vojnika u crvenom. Uzrokuje ljubav između žena i muškaraca i spaja ih. Također, može učiniti žene jalovima.